# Újpest Bulldogs
Gli Újpest Bulldogs sono una squadra di football americano di Budapest, in Ungheria; fondati nel 2007, hanno vinto 1 Pannon Bowl e 2 Duna Bowl.
Tra il 2018 e il 2020 hanno partecipato unicamente ai campionati giovanili.

## Dettaglio stagioni

### Amichevoli
| Stagione | Vin | Par | Per | Tot | PF | PS | avversaria     |
| -------- | --- | --- | --- | --- | -- | -- | -------------- |
| 2007     | 0   | 0   | 1   | 1   | 0  | 74 | Zala Predators |
| Totale   | 0   | 0   | 1   | 1   | 0  | 74 |                |

### Tornei nazionali

#### Campionato

##### Divízió I (primo livello)/HFL
| Stagione | regular season | regular season | regular season | regular season | regular season | regular season | playoff | playoff | playoff | playoff | playoff | playoff        | playoff         |
|          | Vin            | Par            | Per            | Tot            | PF             | PS             | Vin     | Per     | Tot     | PF      | PS      | risultato      | avversaria      |
| -------- | -------------- | -------------- | -------------- | -------------- | -------------- | -------------- | ------- | ------- | ------- | ------- | ------- | -------------- | --------------- |
| 2010     | 0              | 0              | 6              | 6              | 41             | 257            | -       | -       | -       | -       | -       | -              | -               |
| 2015     | 0              | 0              | 6              | 6              | 18             | 263            | -       | -       | -       | -       | -       | -              | -               |
| 2023     | 5              | 0              | 1              | 6              | 190            | 94             | 1       | 1       | 2       | 63      | 77      | Hungarian Bowl | Budapest Wolves |
| 2024     | 3              | 0              | 2              | 5              | 120            | 90             | 0       | 1       | 1       | 6       | 21      | Semifinale     | Budapest Titans |
| Totale   | 8              | 0              | 15             | 23             | 369            | 704            | 1       | 2       | 3       | 69      | 98      |                |                 |

Fonti: Enciclopedia del Football - A cura di Massimo Mezzetti

##### Divízió II (secondo livello)/Divízió I (secondo livello)
| Stagione | regular season | regular season | regular season | regular season | regular season | regular season | playoff | playoff | playoff | playoff | playoff | playoff          | playoff             |
|          | Vin            | Par            | Per            | Tot            | PF             | PS             | Vin     | Per     | Tot     | PF      | PS      | risultato        | avversaria          |
| -------- | -------------- | -------------- | -------------- | -------------- | -------------- | -------------- | ------- | ------- | ------- | ------- | ------- | ---------------- | ------------------- |
| 2008     | 1              | 0              | 4              | 5              | 33             | 109            | -       | -       | -       | -       | -       | -                | -                   |
| 2009     | 1              | 0              | 3              | 4              | 41             | 106            | 0       | 1       | 1       | 0       | 20      | Quarti di finale | Szolnok Soldiers    |
| 2011     | 4              | 0              | 1              | 5              | 160            | 128            | 2       | 1       | 3       | 89      | 83      | Duna Bowl        | Budapest Hurricanes |
| 2014     | 3              | 0              | 1              | 4              | 84             | 62             | 3       | 0       | 3       | 112     | 52      | Campioni         | Miskolc Steelers    |
| 2016     | 1              | 0              | 5              | 6              | 63             | 169            | -       | -       | -       | -       | -       | -                | -                   |
| Totale   | 10             | 0              | 14             | 24             | 381            | 574            | 5       | 2       | 7       | 201     | 155     |                  |                     |

Fonti: Enciclopedia del Football - A cura di Massimo Mezzetti

##### Divízió II (terzo livello)
| Stagione | regular season | regular season | regular season | regular season | regular season | regular season | playoff | playoff | playoff | playoff | playoff | playoff    | playoff           |
|          | Vin            | Par            | Per            | Tot            | PF             | PS             | Vin     | Per     | Tot     | PF      | PS      | risultato  | avversaria        |
| -------- | -------------- | -------------- | -------------- | -------------- | -------------- | -------------- | ------- | ------- | ------- | ------- | ------- | ---------- | ----------------- |
| 2012     | 3              | 0              | 2              | 5              | 138            | 102            | -       | -       | -       | -       | -       | -          | -                 |
| 2013     | 6              | 0              | 0              | 6              | 236            | 28             | 2       | 0       | 2       | 83      | 6       | Campioni   | Újbuda Rebels 2   |
| 2015     | 0              | 0              | 4              | 4              | 12             | 81             | -       | -       | -       | -       | -       | -          | -                 |
| 2017     | 2              | 0              | 3              | 5              | 71             | 93             | -       | -       | -       | -       | -       | -          | -                 |
| 2021     | 4              | 0              | 1              | 5              | 169            | 64             | 0       | 1       | 1       | 3       | 26      | Semifinale | Budapest Wolves 2 |
| 2022     | 3              | 0              | 1              | 4              | 176            | 83             | 3       | 0       | 3       | 99      | 19      | Campioni   | Budapest Wolves 2 |
| Totale   | 18             | 0              | 11             | 29             | 802            | 451            | 5       | 1       | 6       | 185     | 51      |            |                   |

Fonti: Enciclopedia del Football - A cura di Massimo Mezzetti

#### Coppa
| Stagione | regular season | regular season | regular season | regular season | regular season | regular season | playoff | playoff | playoff | playoff | playoff | playoff   | playoff          |
|          | Vin            | Par            | Per            | Tot            | PF             | PS             | Vin     | Per     | Tot     | PF      | PS      | risultato | avversaria       |
| -------- | -------------- | -------------- | -------------- | -------------- | -------------- | -------------- | ------- | ------- | ------- | ------- | ------- | --------- | ---------------- |
| 2012     | 2              | 0              | 0              | 2              | 68             | 7              | 1       | 1       | 2       | 38      | 20      | Finale    | Budapest Cowboys |
| Totale   | 2              | 0              | 0              | 2              | 68             | 7              | 1       | 1       | 2       | 38      | 20      |           |                  |

Fonti: Enciclopedia del Football - A cura di Massimo Mezzetti

### Riepilogo fasi finali disputate
| Anno             | Luogo    | Evento     | Fase del torneo  | Incontro                              | Risultato |
| 20 giugno 2009   |          | Divízió II | Quarti di finale | Szolnok Soldiers - Újpest Bulldogs    | 20 - 0    |
| 17 luglio 2011   |          | Divízió II | Duna Bowl        | Budapest Hurricanes - Újpest Bulldogs | 49 - 14   |
| 18 novembre 2012 | Budapest | Blue Bowl  | Finale           | Újpest Bulldogs - Budapest Cowboys    | 6 - 13    |
| 13 luglio 2013   |          | Divízió II | Duna Bowl        | Újpest Bulldogs - Újbuda Rebels 2     | 41 - 6    |
| 19 luglio 2014   |          | Divízió I  | Pannon Bowl      | Miskolc Steelers - Újpest Bulldogs    | 36 - 43   |
| 18 luglio 2021   |          | Divízió II | Semifinale       | Budapest Wolves 2 - Újpest Bulldogs   | 26 - 3    |
| 31 luglio 2022   |          | Divízió II | Duna Bowl        | Budapest Wolves 2 - Újpest Bulldogs   | 6 - 10    |
| 15 luglio 2023   | Budapest | HFL        | Hungarian Bowl   | Budapest Wolves - Újpest Bulldogs     | 6 - 28    |
| 15 luglio 2024   | Budapest | HFL        | Semifinale       | Budapest Titans - Újpest Bulldogs     | 21 - 6    |

## Palmarès
- 1 Pannon Bowl (2014)
- 2 Duna Bowl (2013, 2022)